# Ribeira Grande (Cap-Vert)
Pour les articles homonymes, voir Ribeira Grande.
Ribeira Grande, appelée communément Povoação par ses habitants, est une ville du Cap-Vert située sur l'île de Santo Antão. Ribeira Grande est connectée par la route aux autres localités de l'île dont Porto Novo, Ponta do Sol et Paul.
La ville possède quelques écoles et collèges (colegio), des églises, des places (praças), un bureau de poste, un port et des plages.

## Histoire
Elle a été fondée à la fin du XVIe siècle par le comte de Santa Cruz, Mascarenhas, qui la dénomme Povoação. En 1595, l'église est construite. Elle est transformée en cathédrale en 1755 par l'évêque Jacinto Valente, qui la nomme Nossa Senhora do Rosario.

## Personnalités liées
- José Luís de Jesus (né en 1950), homme politique cap-verdien